# Eduard II.
Eduard II. (dvorac Caernarfon, Wales, 25. travnja 1284. –  dvorac Berkeley, 21. rujna 1327.) bio je engleski kralj, a poznat je i kao Eduard Caernarfonski.
Bio je četvrti sin kralja Edvarda I., te je bio prvi engleski prijestolonasljednik koji je nosio titulu princa od Walesa. Krunu je naslijedio 1307. godine nakon očeve smrti.
Vodio je rat sa Škotskom u kojem je pretrpio poraz u bitci kod Bannockburna pa je Škotskoj morao priznati neovisnost. Taj poraz je bio i posljedica sukoba s vodećim velikašima zbog stanovitog Piersa Gavestona kojeg je doveo na dvor, proglasio grofom od Cornwalla te mu dao bogatstvo i utjecaj. Izbila je politička kriza zbog čega je 1311. Eduard II. morao prihvatiti uredbe koje su mu ograničavale vlast, a Gavestona su 1312. ubili neprijateljski raspoloženi plemići.
Kraljev rođak Toma, grof od Lancastera, pristaša uredbi koje su ograničavale kraljevu vlast, stekao je tako kontrolu nad državom, sve dok ga Edvard II. nije uspio poraziti u bitci kod Boroughbridgea 1322. godine i dao ga smaknuti. Uredbe je stavio izvan snage ali je i dalje ostao vrlo nepopularan vladar.
Svoju nepopularnost zahvaljuje i dovođenju na dvor svojih novih ljubimaca, stanovitih oca i sina Despensera. Njihov utjecaj na vlast bio je naglašeno razbojnički i nije poštovao nasljedna prava. Kraljeva posvećenost pokroviteljstvu nad ljubimcima i nepridržavanje onovremenih predodžbi o ponašanju kralja dovela je do novih nezadovoljstava.
Eduardova supruga Izabela, kći Filipa IV. Lijepog je sa svojim ljubavnikom Rogerom Mortimerom 1326. zarobila Eduarda, svrgnula ga u korist sina Eduarda i dala ubiti. Eduard II. smaknut je 1327. u dvorcu Berkeley, prema legendi užarenim žaračem stavljenim kroz metalnu cijev u debelo crijevo, što je bio način usmrćivanja koji iza sebe nije ostavljao optužujućih tragova i djelovao je kao prirodna smrt usmrćenog, a vjerojatno je bio i osveta zbog njegovih homoseksualnih sklonosti.
Naslijedio ga je sin Eduard III.

## Vanjske poveznice
|  | Zajednički poslužitelj ima još gradiva o temi Eduard II. |

| Prethodnik Eduard I. Dugonogi | Kralj Engleske | Nasljednik Eduard III. |